# Zeta Aquilae
Zeta Aquilae (ζ Aquilae / ζ Aql) è un sistema stellare triplo situato nella costellazione dell'Aquila. Con una magnitudine apparente di 2,99, è la terza stella più luminosa della costellazione dell'Aquila, dopo Altair (α Aquilae) e Tarazed (γ Aquilae).
Ha il nome tradizionale di Deneb el Okab (o Deneb Al Okab Australis), dal termine Arabo ذنب العقاب ðanab al-cuqāb che significa la "coda del falco" o "coda dell'aquila", e il nome cinese Woo e Yuë, derivati da 吳 wú,  un vecchio stato vicino alla provincia di Jiangsu, e 粵 yuè, un vecchio stato nella provincia di Guandong.  Essa condivide questi nomi con ε Aquilae. Il sistema dista approssimativamente 83,2 anni luce dalla Terra.

## Osservazione
Si tratta di una stella situata nell'emisfero celeste boreale; grazie alla sua posizione non fortemente boreale, può essere osservata dalla gran parte delle regioni della Terra, sebbene gli osservatori dell'emisfero nord siano più avvantaggiati. Nei pressi del circolo polare artico appare circumpolare, mentre resta sempre invisibile solo in prossimità dell'Antartide. La sua magnitudine pari a 2,99 fa sì che possa essere scorta anche dai piccoli centri urbani senza difficoltà.
Il periodo migliore per la sua osservazione nel cielo serale ricade nei mesi compresi fra fine giugno e novembre; da entrambi gli emisferi il periodo di visibilità rimane indicativamente lo stesso, grazie alla posizione della stella non lontana dall'equatore celeste.

## Caratteristiche fisiche
Zeta Aquilae è una stella tripla; la primaria che compone il terzetto stellare è ζ Aquilae A; si tratta di una stella bianca di sequenza principale, di classe spettrale A0Vn. La sua luminosità è 39 volte maggiore di quella del Sole e la temperatura effettiva raggiunge i 9680 K; il suo raggio e la sua massa sono, rispettivamente, 2,2 e 2,4 volte maggiori di quelli del Sole.
Ciò che la caratterizza è la sua velocità di rotazione, pari a 330 km/s all'equatore (165 volte più veloce del Sole), una delle maggiori che si conoscano; tale velocità consente alla stella di effettuare una rotazione completa in appena 16 ore. Una tale velocità di rotazione è indice di un'età piuttosto giovane, per il fatto che le stelle hanno tendenza a rallentare man mano che invecchiano.
Attorno a ζ Aql A orbitano due compagne, entrambe nane rosse di classe M di dodicesima magnitudine, le quali si trovano a 6,5 e 158,6 arcosecondi di distanza dalla primaria. La più vicina si trova almeno a 125 UA e compie la sua orbita in circa 800 anni. La più distante è a più di 6 000 UA e dovrebbe impiegare almeno 250 000 anni per effettuare una rotazione completa; considerata la distanza, è anche possibile che quest'ultima non sia legata a ζ Aquilae.

## Curiosità
Il sistema viene raffigurato nel videogame Descent II.